# Vibeke Windeløv
Vibeke Windeløv, född 22 december 1950 i Frederiksberg Danmark, är en dansk scripta, produktionsledare och filmproducent.
År 2001 tilldelades Windeløv en Heders-Bodil. Hon har även tilldelats franska Arts et Lettres-orden.
Vibeke Windeløv var gift med konstnären Per Kirkeby 1979–2002 och de har två söner.

## Produktioner i urval
- 1978 – Honungsmåne
- 1994 – Taxi till Portugal
- 1998 – Idioterna
- 1999 – If I Give You My Humbleness, Don't Take Away My Pride
- 2000 – Dancer in the Dark
- 2003 – Dogville
- 2005 – Manderlay
- 2007 – Wasington